# Emil Heuser (Heimatforscher)

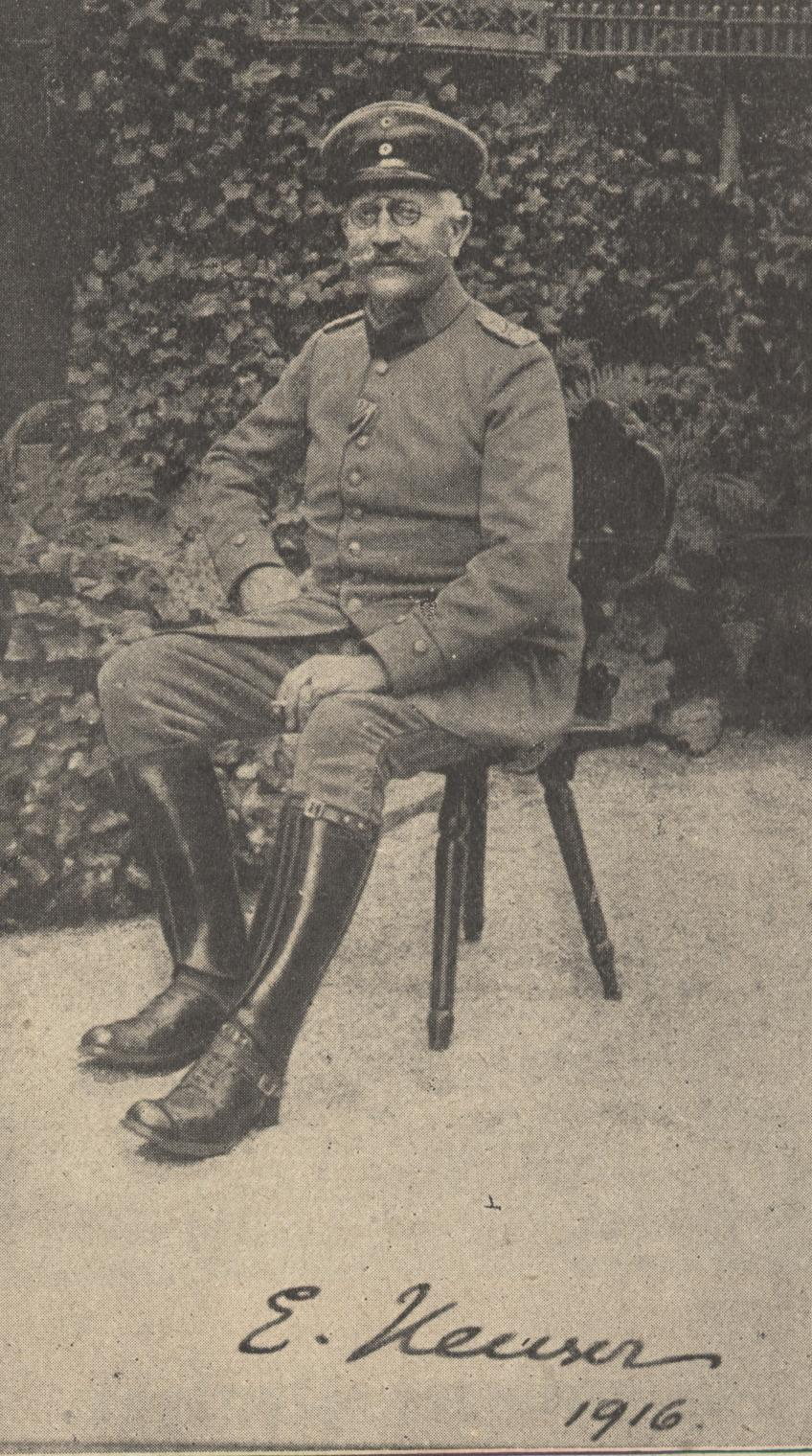
Emil Heuser an seinem 65. Geburtstag „im Felde“. Aus der Illustrierten Zeitbilder, Kaiserslautern, 1916

Emil Heuser (* 24. März 1851 in Reipoltskirchen; † 24. Februar 1928 in Ludwigshafen am Rhein) war ein deutscher Autor und Porzellanexperte.

## Leben und Werk
Emil Heuser wurde 1851 auf dem Ausbacherhof bei Reipoltskirchen als Sohn eines Eisenbahningenieurs geboren.
Nach der Schulzeit in einem bayrischen Internat – die Pfalz gehörte damals zu Bayern – und Militärdienst ging Heuser 1871 als Eisenbahntechniker in die Türkei, wo er bis 1890 blieb.
Anschließend stand er bis zu seiner Pensionierung am 30. April 1920 im Dienst der Pfalzbahn.
Heuser war Soldat im Deutsch-Französischen Krieg und als über 60-Jähriger noch einmal im Ersten Weltkrieg, wo er 1915 den Rang eines Majors erreicht hatte.
Er verstarb am 24. Februar 1928 in Ludwigshafen am Rhein.
Neben seiner Arbeit beschäftigte sich Emil Heuser sein ganzes Leben lang mit Geschichtsforschung und Heimatpflege. Er wurde außerdem zu einem gefragten Porzellanexperten und war Mitbegründer und Konservator des Landauer Museums. Privat verfügte er über eine der größten Sammlungen an alter pfälzischer Buchdruckerkunst und Literatur, Münzen und Keramik, die jedoch nach seinem Tod in alle Welt verstreut wurden und nur noch in alten Auktionskatalogen nachvollziehbar sind. Durch seine umfassende und gründliche wissenschaftliche Arbeit lieferte er wichtige Grundlagen für die heutige Geschichtsforschung über die Pfalz.
Er war auch lange Jahre Schriftleiter der Zeitschrift Pfälzisches Museum.

## Schriften (Auswahl)
- Die vier Belagerungen von Landau, 2 Bd., 1894, 2. Auflage 1913
- Heuserscher Pfalzführer, 1. Auflage 1901, 8. Auflage als Neuer Pfalz-Führer 1929, 10. Auflage als „Neuer Pfalzführer“ 1951
- Die Pfalz-Zweibrücker Porzellanmanufaktur, Verlag Witters in Neustadt 1907
- Pennsylvanien im 17. Jahrhundert und die ausgewanderten Pfälzer in England, Verlag Witters in Neustadt 1910. Digitalisat
- Pfälzer Land in der Vergangenheit, Verlag Wilhelm Marnet in Neustadt 1922. Digitalisat
- Porzellan von Straßburg und Frankenthal im 18. Jahrhundert, 1922, Nachdruck 1988
- Der Alchimist Stahl im Herzogtum Pfalz-Zweibrücken – ein Stück Kulturgeschichte aus alten Akten. – Neustadt an der Haardt: Marnet 1911. Digitalisat der Universitäts- und Landesbibliothek Düsseldorf